# レンドバ島

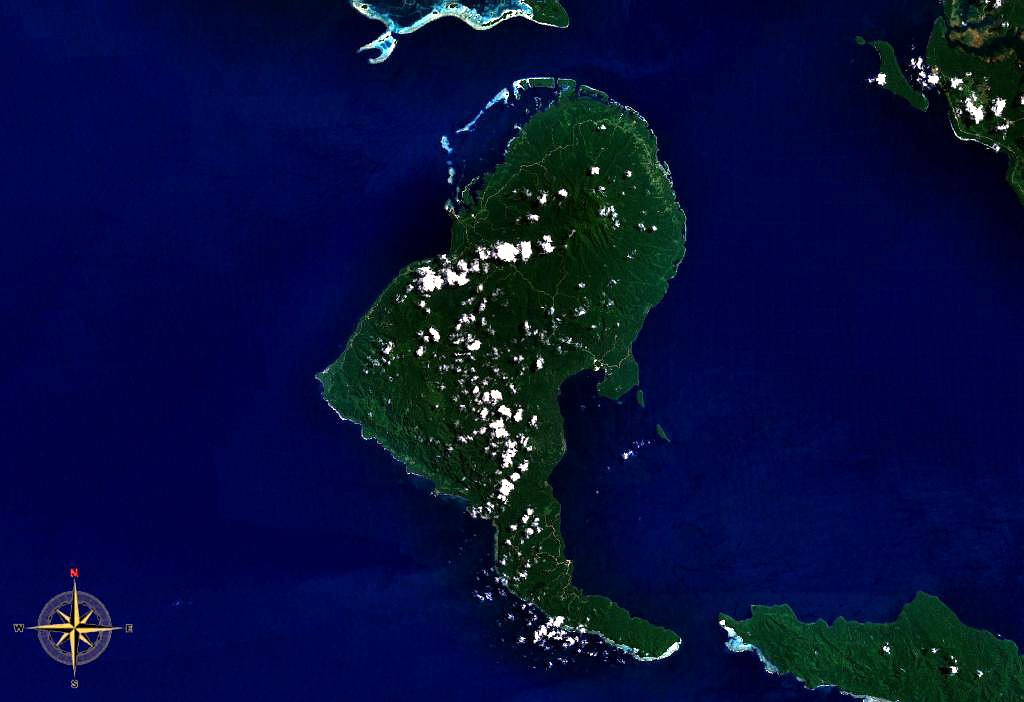
宇宙から見たレンドバ島

レンドバ島（レンドバとう、Rendova Island）は、南太平洋にある面積411.3 km2の島。ソロモン諸島に属し、ニュージョージア諸島南西部に位置する。北東にニュージョージア島があり、南西側はソロモン海に面している。ほぼ全土が熱帯雨林で覆われている。
1568年にスペインの探検家メンダーニャが発見したとされている。
太平洋戦争中の1943年6月30日までにアメリカ軍が上陸。レンドバ島を占領したアメリカ軍はPTボートのための基地を設けた。ジョン・F・ケネディ率いるPTボートが大日本帝国海軍の駆逐艦と衝突して小島に漂着した際、ソロモン諸島の住民であるビウク・ガザとエロニ・クマナが、ケネディがメッセージを刻んだココナッツを丸木舟を約60km漕いで運んだのはこのレンドバ島であった。